# Alexandre Camerlo
Pour les articles homonymes, voir Camerlo.
Alexandre Camerlo est un producteur, réalisateur, scénographe et metteur en scène de théâtre et d'opéra. 

## Biographie
Fils et petit-fils de metteurs en scène et de directeurs d’opéra, Paul Camerlo et Humbert Camerlo, Alexandre Camerlo se dirige vers le théâtre, l'opéra et l'audiovisuel après ses études d'ingénieur.                
Il fonde en 2011 l'association Operacting.               

## Mises en scène et/ou scénographies
- 2010 et 2012 : Le nozze di Figaro de Mozart, mise en scène d'Humbert Camerlo, dans la mise en scène historique de Giorgio Strehler, à l'Opéra National de Paris. Assistant mise en scène[1].
- 2013 : L'Enfant et les Sortilèges de Maurice Ravel au Théâtre du Capitole de Toulouse. Direction Christophe Larrieu, décors et costumes Henri Galeron et lumières de Patrick Méeus. Mise en scène[3].
- 2017 : Croquefer d'Offenbach au Théâtre Déjazet avec Bruno Putzulu. Direction Savitri de Rochefort, costumes de Françoise Delarue. Mise en scène[4].

## Filmographie
- 2012 : La Descente des marches, court métrage sélectionné au Short Film Corner du Festival de Cannes
- 2013 : Chinois, court-métrage
- 2015 : Phèdre à une voix, court métrage d’après la pièce de Jean Racine avec la tragédienne Nita Klein